# Lord Bargeny

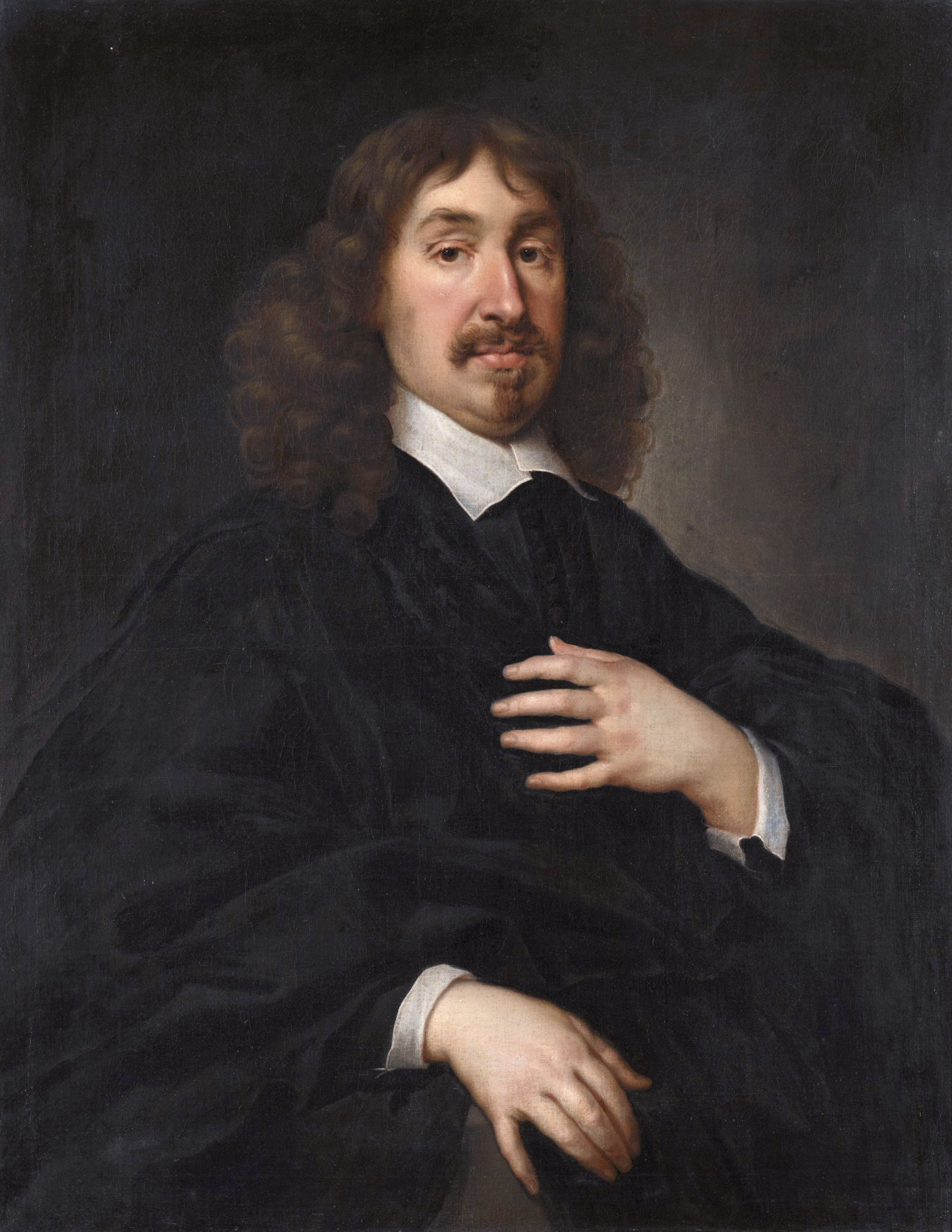
John Hamilton, 1. Lord Bargeny

Lord Bargeny (auch Bargany) war ein erblicher britischer Adelstitel in der Peerage of Scotland.
Familiensitz der Lords war Bargany House bei Old Dailly in Ayrshire.
Der Titel wurde am 22. Oktober 1639 für Sir John Hamilton of Carriden geschaffen. Er war ein Enkel des John Hamilton, 1. Marquess of Hamilton aus der Familie Hamilton. Der Titel war ausschließlich in männlicher Linie vererbbar.
Der Titel erlosch beim Tod seines Urenkels, des 4. Lords, am 28. März 1736.

## Liste der Lords Bargeny (1639)
- John Hamilton, 1. Lord Bargeny († 1658)
- John Hamilton, 2. Lord Bargeny († 1693)
- William Hamilton, 3. Lord Bargeny († 1712)
- James Hamilton, 4. Lord Bargeny (1710–1736)